# Alikvotni tonovi
Alikvotni, parcijalni, harmonijski ili gornji tonovi niz su tihih, popratnih tonova koji se javljaju uz osnovni, glasni ton istoga izvora dajući mu karakterističnu boju i punoću. Alikvotne tonove naslutio je Marin Mersenne sredinom prve polovice 17. stoljeća, a matematički odredio Joseph Sauveur 1701. godine. Na njima je Jean-Philippe Rameau 1722. godine u svom djelu Rasprava o harmoniji (francuski: Traité de l’harmonie) izgradio svoj sustav harmonije utemeljene na prirodnim fizikalnim načelima.

## Vanjske poveznice
- Alikvotni tonovi, Hrvatska enciklopedija (Ujević)